# تیندا (شهر)
شهر تیندا (به روسی: Тында) در کشور روسیه و در اوبلاست آمور واقع شده‌است.